# Câncer de bexiga
Câncer de bexiga (português brasileiro) ou cancro da bexiga (português europeu) (também chamado de Carcinoma Urotelial) é um dos vários tipos de câncer, decorrentes de tecidos da bexiga urinária, no qual as células da doença crescem de forma anormal e têm o potencial de se espalhar para outras partes do corpo. Sintomas incluem sangue na urina, dor ao urinar e dor lombar.
Os fatores de risco para o câncer de bexiga incluem o tabagismo, histórico familiar, antes da terapia de radiação, infecções da bexiga frequentes, e a exposição a determinados produtos químicos. O tipo mais comum é o carcinoma de células de transição. Outros tipos incluem o carcinoma de células escamosas e adenocarcinoma. O diagnóstico normalmente realizado pela cistoscopia com biópsias de tecido. O estágio do câncer normalmente é determinado pelo imagiologia médica, tais como tomografia computadorizada e cintilografia óssea.
O tratamento depende do estágio do câncer e pode incluir uma combinação de cirurgia, radioterapia, quimioterapia ou imunoterapia. Opções cirúrgicas podem incluir a ressecção transuretral, remoção parcial ou completa da bexiga ou desvio urinário. A taxa de sobrevivência de 5 anos, nos Estados Unidos, são de 77%.
O câncer de bexiga, em 2015, afetou cerca de 3,4 milhões de pessoas com  430.000 novos casos por ano.  A idade de início é mais frequentemente entre 65 e 85 anos de idade e os homens são mais freqüentemente afetados que as mulheres. Em 2015, resultou em 188.000 mortes.

## Tipos
Existem 4 tipos de câncer vesical, dependendo da célula de origem:
- Carcinoma do epitélio de transição (Células Uroteliais): É o tipo mais comum (90% dos casos). A maioria são superficiais, papilares ou mistos, embora possam invadir a camada muscular da bexiga em 30% dos casos. Podem ser puros, ter focos escamosos, ter elementos glandulares (epidermoides) ou ter ambos. Este tipo celular recobre a parede interna tanto da bexiga como do trato urinário alto (dentro do rim) e do ureter (que é o órgão tubular que transporta a urina formada nos rins até a bexiga), quanto continua recobrindo o trato urinário inferior, isto é: bexiga e uretra (canal que excreta a urina).
- Carcinoma espinocelular: Tem aparência uniforme e representa 3-4% dos tumores vesicais. De células escamosas irregular ilhotas com diferentes graus de queratinização e pontes intercelulares em abundante estroma tecido fibroso.
- Adenocarcinoma: O padrão misto é o mais comum do carcinoma glandular. Normalmente localizado no trígono e representa 1-2% dos tumores de bexiga. Podem ter origem uracal.
- Carcinoma indiferenciado: As células são então indiferenciada que não pode ser dito para ser de transição, escamoso ou glandular. As células podem ser fusiforme ou gigante receber a denominação de sarcomatoide ou carcinoma de células fusiformes e células gigantes.

## Sinais e sintomas
Em 80-90% dos casos há presença de sangue visível na urina a olho nu (hematúria macroscópica).
Outros possíveis sintomas incluem disúria (dor ao urinar), poliúria (urinar frequentemente) ou sensação de necessidade de urinar sem resultados. Estes sinais e sintomas não são específicos do câncer de bexiga, sendo também causados por outras condições não-cancerosas, incluindo infecções da próstata e cistite.

## Causas

### Fatores de risco

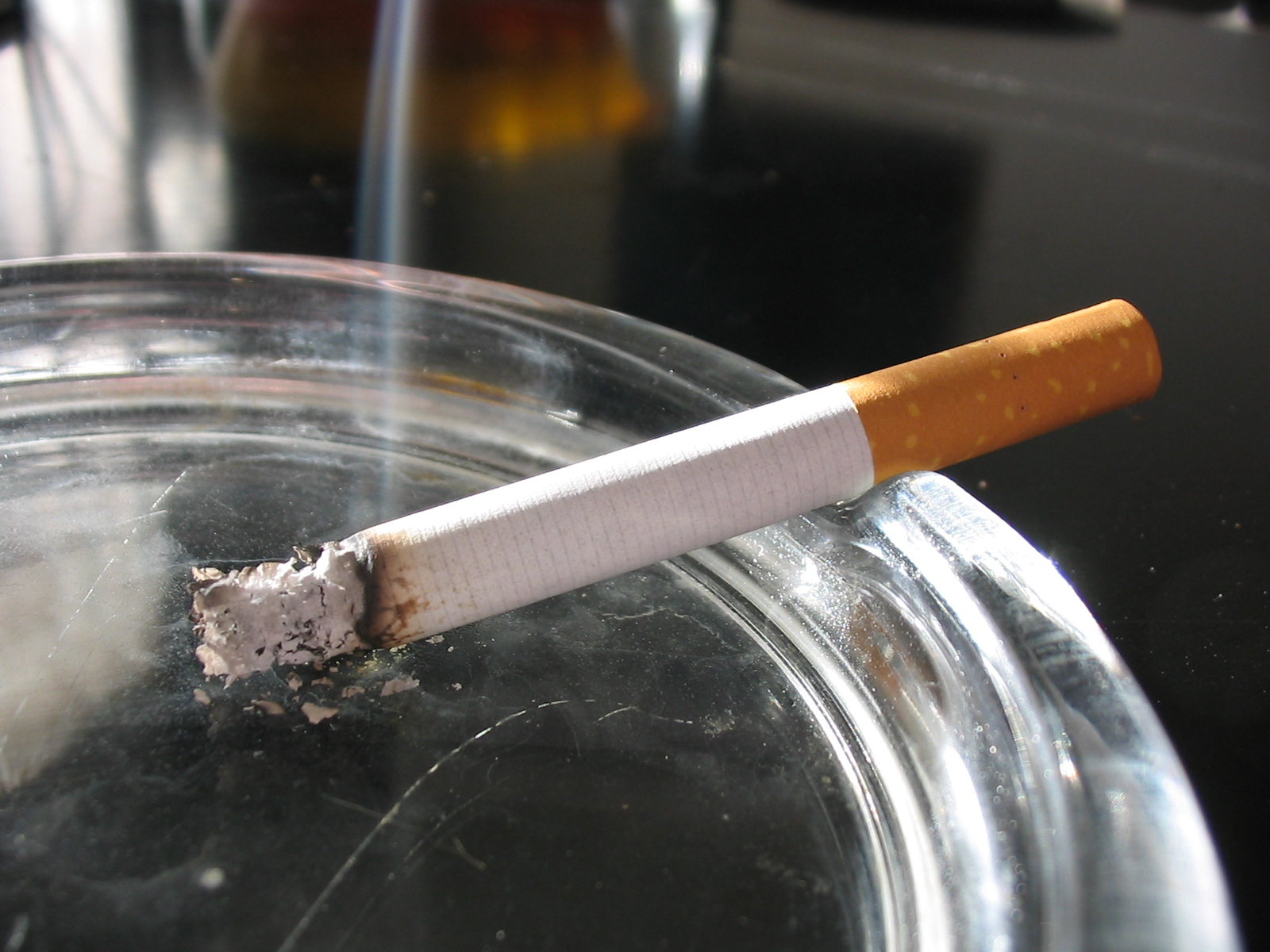
O tabagismo é o principal fator de risco do câncer de bexiga, encontrado em até 50% dos casos

A exposição a carcinógenos ambientais de vários tipos é responsável pelo desenvolvimento da maioria dos cânceres de bexiga.
O tabagismo (especificamente o consumo de cigarros) é responsável por até 50% dos casos em homens e até 40% dos casos em mulheres.
Trinta por cento dos tumores de bexiga provavelmente resultam da exposição ocupacional a carcinógenos no local de trabalho, como a benzidina. As ocupações em risco são trabalhadores em indústria de metal, indústria de borracha, indústria têxtil e pessoas que trabalham com impressões. Acredita-se que cabeleireiros também possam estar em risco devido a sua frequente exposição a corantes de cabelos. Certas drogas como a ciclofosfamida e o fenacetina são conhecidas como causar predisposição ao câncer de bexiga. Irritação crônica da bexiga (infecção, pedras na bexiga, catéteres) predispõe a um carcinoma de células escamosas da bexiga. Aproximadamente 20% dos casos ocorrem em pacientes sem fatores de risco.

### Genética
Como todos os cânceres, o desenvolvimento do câncer de bexiga envolve a aquisição de mutações em vários oncogenes e genes supressores de tumor. Os genes que podem estar alterados no câncer de bexiga incluem FGFR3, HRAS, RB1 e TP53.
Um histórico familiar de câncer de bexiga também é um fator de risco para a doença. Acredita-se que algumas pessoas aparentam herdar uma habilidade reduzida em quebrar algumas substâncias químicas, o que as tornam mais sensíveis aos efeitos causadores de câncer do tabagismo e certos compostos químicos industriais.

## Diagnóstico
O padrão ouro de diagnóstico para o câncer de bexiga é o exame citológico de urina e a cistoscopia transuretral.

Muitos pacientes com história, sinais e sintomas suspeitos para um câncer de bexiga são encaminhados para um urologista para que faça uma cistoscopia, que é um procedimento no qual um tubo flexível com uma câmera é inserido na bexiga através da uretra. As lesões suspeitas podem ser colhidas (realização de biópsia) e enviadas para análise patológica.

### Classificação patológica

In Situ (T0) não invade nada, T1 invade tecido conectivo, T2 invade muscular, T3 invade peritôneo, T4 invade todas camadas e vai para outros órgãos.

Noventa porcento dos cânceres de bexiga são carcinomas de células transicionais (CCT) que surgem do revestimento interno da bexiga chamado urotélio. Os outros 10% dos tumores são carcinomas de células escamosas, adenocarcinoma, sarcoma, carcinoma de células pequenas e depósitos secundários de cânceres em outros lugares no corpo.
Os CCTs geralmente são multifocais, com 30-40% dos pacientes apresentando mais de um tumor no diagnóstico. O padrão de crescimento dos CCTs pode ser papilar, séssil (plano) ou carcinoma-in-situ (CIS). CIS é o menor e mais restrito.
O sistema de graduação de 1973 da OMS para os CCTs (papiloma, G1, G2 ou G3) é mais comumente utilizado:
Os CCTs de bexiga são classificados em:
- Ta Tumor papilar não-invasivo
- T1 Invasivo, mas não chega até a camada muscular da bexiga
- T2 Invasivo, chega até camada muscular
- T3 Invasivo, ultrapassa a camada muscular até a camada gordurosa externa da bexiga
- T4 Invasivo, chega a invadir estruturas da região como a próstata, útero ou parede pélvica

### Estadiamento
Os seguintes estágios são usados para classificar a localização, tamanho e dispersão do câncer, de acordo com o sistema TNM (tumor, linfonodo e metástases) de estadiamento:
- Estágio 0: Células cancerosas são encontradas somente no revestimento interno da bexiga.
- Estágio I: Células cancerosas se proliferaram para a camada abaixo do revestimento interno mas não para os músculos da bexiga.
- Estágio II: Células cancerosas se proliferaram para os músculos na parede da bexiga mas não para o tecido gorduroso que circunda a bexiga urinária.
- Estágio III: Células cancerosas se proliferaram para o tecido gorduroso que circunda a bexiga urinária e para a próstata, vagina ou útero, mas não para os linfonodos ou outros órgãos.
- Estágio IV: Células cancerosas se proliferaram para os linfonodos, parede abdominal ou pélvica e/ou outros órgãos.
- Recorrente: O câncer ocorreu novamente na bexiga urinária ou em outro órgão próximo após ter sido tratado.[11]

## Tratamento
O tratamento do câncer de bexiga depende de quão profundo foi a invasão do tumor na parede da bexiga urinária.

### Tratamento dos tumores não- músculo invasivos ("superficiais")
Os tumores que não penetraram a camada muscular da bexiga eram conhecidos pelo termo "superficial". Entretanto esse termo transmite a ideal de superficialidade, o que não é verdade para essa categoria, já que cerca de 30% destes tumores podem progredir e uma porcentagem ainda maior recorrer e infiltram o revestimento interno da bexiga sem atingir a profundidade dos músculos da bexiga. Atualmente, são chamados de tumores não-músculo invasivos e  podem ser "raspados" utilizando um dispositivo de eletrocautério em conjunto com um cistoscópio. 
Tratamentos: Podem ser inicialmente biopsiados ou, mais frequentemente descobertos em um exame de ultrassonografia e ter a cirurgia programa em seguida. A cirurgia mais comum é a chamada RTU de Bexiga (RTUBex ao ressecção transuretral de tumores de bexiga). Na última década, as Recomendações Internacionais tem propostos a RTU "en bloc", que é a remoção do tumor desde a sua base implantada na bexiga, com o objetivo de enviar o material inteiro para o exame de anatomopatológico.
A imunoterapia na forma de infusão de BCG é também utilizada para tratar e prevenir a recorrência de tumores superficiais.
A imunoterapia por BCG é efetiva em até 2/3 dos casos neste estágio. Infusões de quimioterapia na bexiga também podem ser usadas para tratar a doença superficial. Infelizmente, a produção de BCG tem apresentada problemas de distribuição e, em muitos países, a quantidade não atende a demanda para se evitar recidivas da doença. 
Se não tratados, os tumores superficiais podem gradualmente começar a infiltrar a parede muscular da bexiga.

### Tratamento dos tumores músculo-invasivos (dito "profundos")
Os tumores que infiltram a musculatura mais profunda da bexiga necessitam uma cirurgia mais radical na qual uma parte ou toda a bexiga é removida (uma cistectomia) e o jato urinário é desviado através de uma cirurgia de derivação urinária, que reconstrói o trajeto por onde a urina é excreta pelos rins. Trata-se de uma cirurgia complexa oncológica que visa a remoção e a reconstrução em um mesmo tempo cirúrgico, Protocolos de recuperação rápida e alta hospitalar precoce (chamado Protocolo ERAS) tem melhorado os resultados desta cirurgia desafiadora. Em alguns casos, cirurgiões habilidosos podem criar uma bexiga substituta (chamada neobexiga ortotópica) a partir de um segmento de tecido intestinal, mas isso depende da preferência do paciente, idade, função renal e o local da doença.
Uma combinação de radiação e quimioterapia também pode ser usada para tratar a doença invasiva.

## Epidemiologia
Nos Estados Unidos, o câncer de bexiga é o quarto tipo mais comum de câncer em homens e o nono mais comum em mulheres. Mais de 47 mil homens e 16 mil mulheres são diagnosticadas com câncer de bexiga a cada ano. Uma razão para a maior incidência em homens é de que o receptor andrógeno, que é muito mais ativo em homens do que em mulheres, desempenha um papel importante no desenvolvimento do câncer.